# Denguin
Denguin település Franciaországban, Pyrénées-Atlantiques megyében. Lakosainak száma 1774 fő (2022. január 1.). Denguin Arbus, Aussevielle, Beyrie-en-Béarn, Bougarber, Cescau, Labastide-Cézéracq, Labastide-Monréjeau, Siros és Tarsacq községekkel határos.

## Népesség
A település népességének változása:
| Lakosok száma | 1762 | 1735 | 1792 | 1747 | 1756 | 1766 | 1775 | 1771 | 1774 |
|               | 2013 | 2015 | 2016 | 2017 | 2018 | 2019 | 2020 | 2021 | 2022 |